# Arachnopezizaceae
Arachnopezizaceae is een familie van de Leotiomycetes, behorend tot de orde van Helotiales. Het typegeslacht is Arachnopeziza.

## Taxonomie
De familie Arachnopezizaceae bestaat de volgende vier geslachten:
- Arachnopeziza
- Arachnoscypha
- Eriopezia
- Parachnopeziza